# Scapulaseius jianyangensis
Scapulaseius jianyangensis är en spindeldjursart som först beskrevs av Wu 1981.  Scapulaseius jianyangensis ingår i släktet Scapulaseius och familjen Phytoseiidae. Inga underarter finns listade i Catalogue of Life.